# Паппа аль помодоро
Паппа аль помодоро (італ. pappa al pomodoro) — густий тосканський хлібний суп. Зазвичай готується зі свіжими помідорами , хлібом, оливковою олією, часником, базиліком та іншими свіжими інгредієнтами.  Він зазвичай виготовляється із зачерствілого або залишкового хлібу і його можна подавати гарячим, кімнатної температури або охолодженим. 
Pomodoro на італійській мові означає «помідор»; Страва перекладається на українську мову як «томатна каша». Страва має давнє походження, хоча вона була значною мірою популяризована публікацією новели Il Giornalino di Gian Burrasca 1911 року та її телевізійною версією, в якій Ріта Павоне співала відому пісню «Viva la pappa col pomodoro». 